# Oceanski strakoši
Oceanski strakoši ali južni strmoglavi strakoši (znanstveno ime Oceanitidae) so družina morskih ptic, ki spada v red cevonoscev (Procellariiformes). Te najmanjše morske ptice se hranijo s planktonskimi raki in majhnimi ribami, ki jih pobirajo z gladine, običajno med lebdenjem. Njihov let je prhutajoč in včasih spominja na netopirja.
Oceanski strakoši so kozmopolitska skupina, saj jih najdemo v vseh oceanih, čeprav na severni polobli najdemo le Wilsonovega in beloličnega strakoša. Skoraj vse vrste so izključno pelagične, kar pomeni, da večino življenja preživijo na odprtem morju in se vrnejo na kopno le v času gnezdenja. Njihovo vedenje in razširjenost na morju je slabo raziskano, saj jih je težko najti in prepoznati. Gnezdijo v kolonijah, ki kažejo močno filopatrijo do svojih rojstnih kolonij in gnezdišč. Večina vrst gnezdi v razpokah ali rovih, vse razen ene vrste pa obiskujejo gnezditvene kolonije ponoči. Pari tvorijo monogamne vezi in si delijo dolžnosti valjenja jajc in hranjenja mladičev. Kot pri mnogih vrstah morskih ptic je gnezdenje dolgotrajno, valjenje traja do 50 dni, skrb za zarod pa še 70 dni po tem.
Družina vsebuje le deset vrst, ki so razvrščene v pet različnih rodov. Več vrst je ogroženih zaradi človeških dejavnosti. Novozelandski strakoš je veljal za izumrlega, dokler ga niso ponovno odkrili leta 2003. Glavna grožnja za oceanske strakoše so tujerodne vrste (predvsem sesalci) na območju njihovih gnezditvenih kolonij. Številni strmoglavni strakoši običajno gnezdijo na izoliranih otokih, kjer ni sesalcev, in se ne morejo braniti pred plenilci, kot so podgane in divje mačke.

## Taksonomija
Družino Oceanitidae je leta 1881 uvedel angleški zoolog William Alexander Forbes. Tradicionalno sta bili prepoznani dve poddružini strmoglavih strakošev. Poddružina Oceanitinae (oceanski strakoši) je večinoma prisotna v južnih vodah (čeprav Wilsonov strakoš redno migrira na severno poloblo); deset vrst je razvrščenih v pet rodov. Poddružina Hydrobatinae ali severni strmoglavi strakoši so prej obsegali dva rodova: Hydrobates in Oceanodroma. Večinoma so omejeni na severno poloblo, čeprav jih nekaj obišče ali gnezdi na kratki razdalji onkraj ekvatorja.
Analiza DNK zaporedja citokroma b je pokazala, da je bila družina parafiletska in da je bolj pravilno, da poddružini obravnavamo kot ločeni družini. Ista študija je ugotovila, da so oceanski strakoši bazalni znotraj reda cevonoscev (Procellariiformes). Najprej se je ločila poddružina Oceanitidae, medtem ko se je družina Hydrobatidae ločila od ostalih članov reda kasneje. Najdenih je bilo malo fosilnih vrst, najzgodnejše pa segajo v zgornji miocen.

## Vrste
Družina vsebuje deset vrst:
| Slika | Domače ime                                            | Znanstveno ime          | Območje razširjenosti |
| ----- | ----------------------------------------------------- | ----------------------- | --- |
|       | Rumenonogi strakoš, Wilsonov strakoš                  | Oceanites oceanicus     | Južni Šetlandski otoki |
|       | Elliotov strakoš                                      | Oceanites gracilis      | Galapaški otoki, Peru in Čile |
|       | Pincoya strakoš                                       | Oceanites pincoyae      | Čile |
|       | Sivohrbti strakoš                                     | Garrodia nereis         | Antarktika, Argentina, Avstralija, Čile, Falklandski otoki, Francoska južna ozemlja, Nova Zelandija, Sveta Helena, Južna Afrika ter Južna Georgia in Južni Sandwichevi otoki. |
|       | Progastoglavi strakoš                                 | Pelagodroma marina      | Avstralija, Nova Zelandija, Zelenortski otoki, Kanarski otoki in Divji otoki. |
|       | Belotrebuhi strakoš                                   | Fregetta grallaria      | Angola, Argentina, Avstralija, Brazilija, Čile, Ekvador, Francoska Polinezija, Francoska južna ozemlja, Maldivi, Namibija, Nova Zelandija, Peru, Sveta Helena in Južna Afrika. |
|       | Črnotrebuhi strakoš, Gouldov strakoš                  | Fregetta tropica        | Antarktika, Argentina, Avstralija, otok Bouvet, Brazilija, Čile, Falklandski otoki, Francoska Polinezija, Francoska južna ozemlja, Madagaskar, Mozambik, Nova Zelandija, Oman, Peru, Sveta Helena, Sveti Tomaž in Princ, Salomonovi otoki, Južna Afrika, Južna Georgia in Južni Sandwichevi otoki, Urugvaj in Vanuatu. |
|       | Novozelandski strakoš                                 | Fregetta maoriana       | Polotok Coromandel na Severnem otoku Nove Zelandije, |
|       | Novokaledonski strakoš                                | Fregetta lineata        | Nova Kaledonija in Avstralija |
|       | Polinezijski strakoš (vključno z belogrlim strakošem) | Nesofregetta fuliginosa | Čile, Francoska Polinezija, Kiribati, Nova Kaledonija, Vanuatu, morda Ameriška Samoa |